# 堪培拉号重巡洋舰 (CA-70)
堪培拉号重巡洋舰（USS Canberra CA-70 / CAG-2）是美国海军巴尔的摩级重巡洋舰的第三艘以及后来的波士頓級飛彈巡洋艦的第二艘。堪培拉号原先名为匹兹堡号，后来为了纪念在萨沃岛战役中沉没的皇家澳大利亚海军堪培拉号重巡洋舰而更名。堪培拉号是美国海军唯一一艘以外国军舰和城市命名的军舰。
堪培拉号于1943年入役，在第二次世界大战太平洋战场活动。1944年10月在台湾空战中被鱼雷击中，被迫返回美国维修。战后，堪培拉号被改装成美国海军第二艘导弹巡洋舰。1962年，堪培拉号参加古巴导弹危机中的海上封锁行动。1965年至1969年，堪培号被布署到越南战争战场。
堪培拉号1970年退役，1980年拆除。其推进器被收藏在洛杉矶海事博物馆，船钟则被捐献给澳大利亚国家海事博物馆。

## 建造
1941年9月3日，匹兹堡号在马萨诸塞州昆西的伯利恒钢铁公司福尔河造船厂开工。建造期间，为纪念在萨沃岛战役中表现英勇的皇家澳大利亚海军堪培拉号重巡洋舰，美国总统富兰克林·D·罗斯福希望能以同名来命名美国军舰。匹兹堡号被选中并更名为堪培拉号。1943年4月19日，堪培拉号在澳大利亚驻美国大使欧文·狄克森的妻子艾丽斯·狄克森夫人的主持下下水，是美国唯一一艘以外国军舰或城市命名的军舰。1943年10月14日，堪培拉号入役。作为回报，澳大利亚政府将一艘新的部落级驱逐舰命名为巴丹号，以此纪念美军在巴丹战役中的表现。

## 历史

### 第二次世界大战
1944年1月，在诺曼·斯科特号驱逐舰的护卫下，堪培拉号离开波士顿，经圣迭戈前往珍珠港，加入第58特遣舰队。2月底，堪培拉号在埃内韦塔克战役中提供了炮火支援。3月和4月间，堪培拉号加入约克敦号航空母舰特遣队，并在3月31日至4月1日空袭帕劳群岛、雅浦岛和沃莱艾环礁的行动提供支援。4月13日，堪培拉号为荷兰迪亚和瓦克德岛的两栖登陆战提供护卫。4月29日至5月1日，堪培拉号加入企业号航空母舰战斗群对特鲁克群岛的空袭行动，并被单独派遣去轰击位于萨塔万环礁的日军航空基地。5月，堪培拉号参加了对南鸟岛和威克岛的袭击。6月，又参加了马里亚纳群岛和帕劳群岛战役。作为这场战役的一部分，堪培拉号还参加了菲律宾海战役并袭击了小笠原群岛上的日军機場。8月和9月间，堪培拉号参加了对帕劳和菲律宾袭击行动，并为莫罗泰战役提供支援。

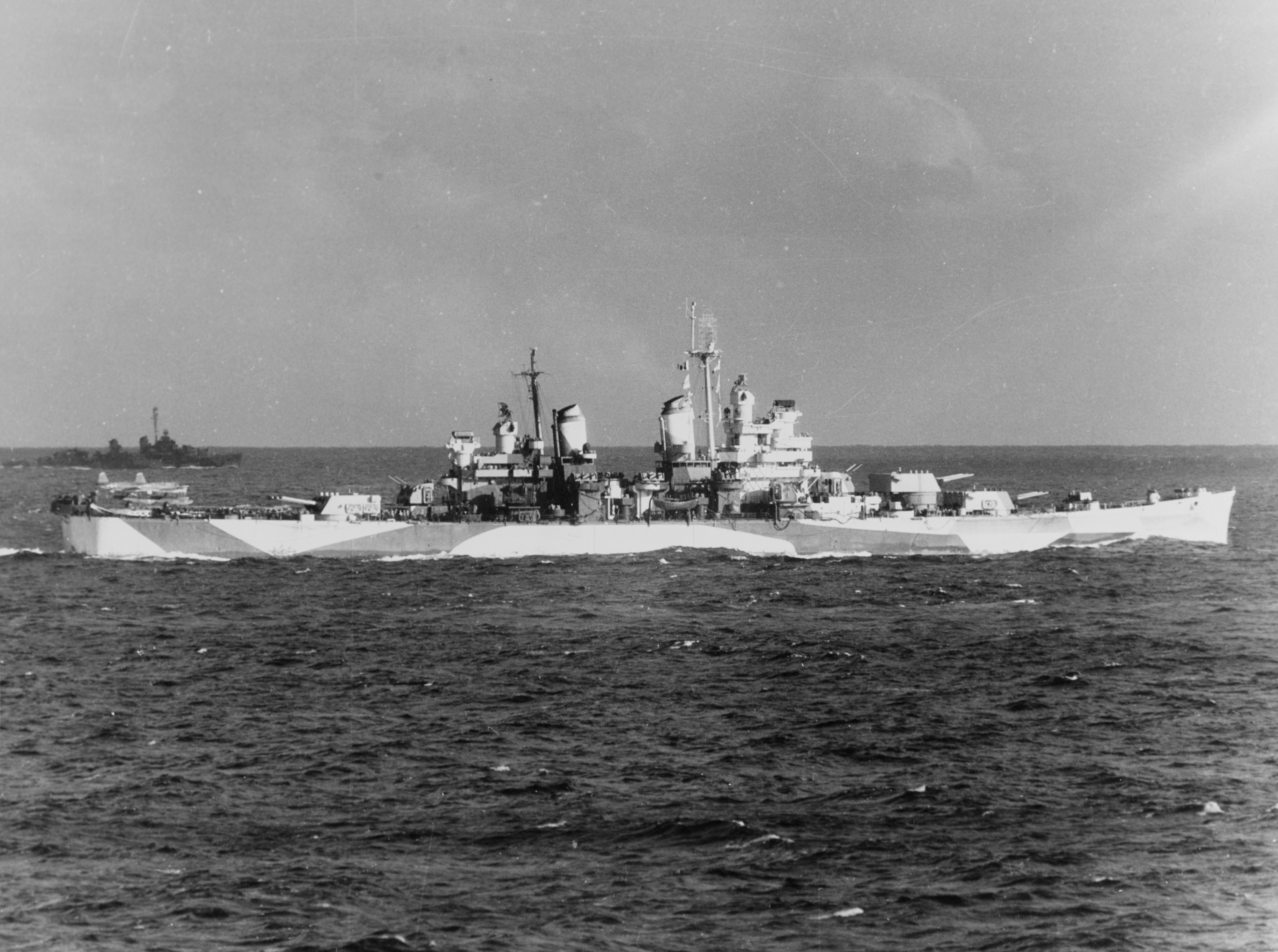
行进中的堪培拉号

10月初，堪培拉加入第38特遣队，为登陆莱特岛进行备战。10月13日，日军飞机空投的鱼雷击中堪培拉号，爆炸造成23人死亡，机炉舱被毁，舰艇失去動力。威奇托号重巡洋舰将堪培拉号拖到与芒西号拖船的汇合点，由后者接管拖船任务。经过一周的行进，芒西号与军舰管理局租借的一艘拖船汇合。又经过一周，两艘拖船将堪培拉号带到阿贾克斯号修理船所在地。经过暂时修理后，堪培拉号自行回到波士顿海军工厂。1945年2月至10月，堪培拉号一直在船厂进行修理。战争结束前，堪培拉号被布署到美国西海岸。

### 波士顿级改装

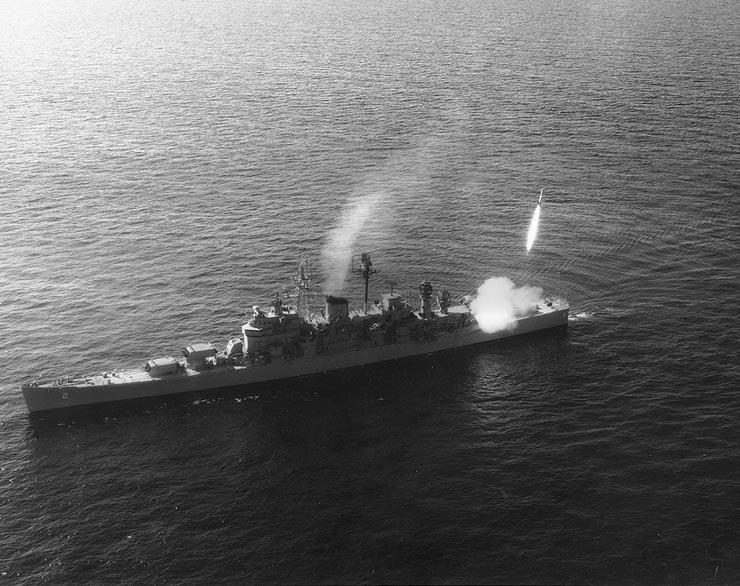
正在发射导弹的堪培拉号

1947年3月7日，堪培拉号退役，停泊在华盛顿州布雷默顿的普吉特海湾海军造船厂和中级维修设施内。1952年1月4日，堪培拉号及其姊妹舰波士顿号重巡洋舰被拖往新泽西州卡姆登的纽约造船公司，接受改装，成为波士顿级导弹巡洋舰，軍艦舷號也更換為CAG-2，成為美國海軍第一批次服役的飛彈重巡洋艦。整个改装工程于1956年6月结束。
1956年的飛彈化改裝細節是將艦艉一座八吋主砲及五吋副炮拆除，更換為RIM-2飛彈發射器，部分艦體上層結構因應增設發射器後所需的火控照明雷達改裝；美軍判斷如果這個改裝成果良好，將會在下一階段拆除前段A、B炮位主炮換裝飛彈發射器；不過在1964年梗犬飛彈的技術已經過時，沒有追加改造價值，坎培拉號因此沒有遂行更進一步的飛彈化改裝。

### 改装后
1956年6月15日，堪培拉号重新服役，母港为弗吉尼亚州诺福克。1957年3月14日，堪培拉号运送美国总统德怀特·D·艾森豪威尔前往百慕大与英国首相哈罗德·麦克米伦会见。在完成7月和8月的训练后，堪培拉号被派往地中海参加北大西洋公约组织举行的海上军演。
1962年，堪培拉号被指派参加古巴导弹危机中的海军封锁行动。在越南战争期间，堪培拉号被五次派往越南。
1968年5月1日，由于其导弹发射井已经过时弃用，8英寸口径舰炮又成为主要火力，堪培拉号被重新归为巡洋舰。

## 退役
1970年2月2日，堪培拉号退役，1980年7月被拆除。其推进器被收藏在洛杉矶海事博物馆。2001年9月10日在纪念《太平洋安全保障条约》签署五十周年的庆典上，美国总统乔治·W·布什和澳大利亚总理约翰·霍华德出席了船钟的交接仪式。目前，船钟被收藏在澳大利亚国家海事博物馆。

## 脚注
1. ↑  Cassells, The Capital Ships, pp. 45, 129
2. ↑  Cassells, The Capital Ships, p. 45
3. 1 2 3 4 5 6 7 8 9 10 11 12 13 14 15 16 17 18  Canberra, in Dictionary of American Naval Fighting Ships
4. 1 2 3 4 5  Clark, The Fighting Canberras, p. 12
5. 1 2 3  Bartholomew & Milwee 2009，第163頁.
6. ↑  Mellefont, Two ships called Canberra, p. 6
7. 1 2  Clark, The Fighting Canberras, p. 13
8. ↑  Clark, The Fighting Canberras, p. 15
9. ↑  Mellefont, Two ships called Canberra, p. 7